# Mayan Temples
Mayan Temples ist ein Jazzalbum von Sun Ra. Die am 24. und 25. Juli 1990 im Mondial Sound Studio, Mailand, entstandenen Aufnahmen erschienen 1992 auf Black Saint.

## Hintergrund
Die Aufnahmen für das Album entstanden im Juli 1990, während Sun Ra and His Arkestra auf einer Europatournee waren, die Auftritte in Italien, Deutschland, der Schweiz, Österreich, Schweden und dem Vereinigten Königreich beinhaltete. Das Repertoire besteht aus zehn Eigenkompositionen von Sun Ra (einschließlich eines Remakes von „El Is the Sound of Joy“ vom Album Sound of Joy) und drei bekannten Standardballaden, „Alone Together“, „I’ll Never Be the Same“ und „Time After Time“.

## Titelliste
- Sun Ra: Mayan Temples (Black Saint)[1]

1. Dance of the Language Barrier	3:58
2. Bygone	5:15
3. Discipline No. 1	4:57
4. Alone Together	(Howard Dietz, Arthur Schwartz) 7:02
5. Prelude to Stargazers	5:17
6. Mayan Temples	7:40
7. I’ll Never Be the Same	(Gus Kahn, Matty Malneck, Frank Signorelli) 4:57
8. Stardust from Tomorrow	3:38
9. El Is the Sound of Joy	5:26
10. Time After Time	(Ernst R. Ball, J. Keirn Brennan, Anne Rachel) 4:21
11. Opus in Springtime	6:41
12. Theme on the Stargazers	14:09
13. Sunset on the Night on the River Nile	5:42

Wenn nicht anders vermerkt, stammen die Kompositionen von Sun Ra.

## Rezeption
Scott Yanow verlieh dem Album in Allmusic viereinhalb Sterne und schrieb, als eine der besten Aufnahmen von Sun Ra aus seinen letzten Jahren sei dieses Werk besonders empfehlenswert aufgrund der vielen Ra-Keyboard-Soli und den John-Gilmore-Features, von denen letztere einen Tenor-Showcase auf Opus In Springtime enthalten. Die Trompeter Michael Ray und Ahmed Abdullah, der Altsaxophonist Marshall Allen und die Sängerin June Tyson würden ebenfalls herausgestellt. Insgesamt sei dies ein gutes Allround-Studio-Album.
Nach Ansicht von Richard Cook und Brian Morton, die das Album in The Penguin Guide to Jazz mit vier Sternen auszeichneten, stelle diese Studio-Session das Klavierspiel von Sun Ra wieder mehr in den Vordergrund. Ein Schlaganfall sollte seine Fähigkeit, akustische Tasteninstrumente so klar zu spielen, schon bald einschränken. Sun Ras Einleitungen und Lead-Passagen seien absolut in der Linie von Duke Ellington, und seine Voicings  geschmeidig, offen und oft leise zweideutig, wobei sie den Solisten einen beträchtlichen Nachdruck verliehen. Wie immer sei John Gilmore ein Gigant und Marshall Allens sengendes Solo auf Prelude to Stargazers ein „Musterbeispiel kontrollierter Wut“. Die Autoren heben besonders Ras Neuaufnahme von El is a Sound of Joy hervor, einem Thema aus den späten 1950er-Jahren, das völlig zeitgenössisch klinge, außerdem den Standard Alone Together, dem Sun Ra Frische und Einfachheit verleihe, was ziemlich atemberaubend sei. Nur wenige Sun-Ra-Alben würden ein besseres Gefühl für seine außergewöhnliche Vielseitigkeit vermitteln; dieses sei den meisten seiner späten Live-Alben bei weitem vorzuziehen.
Nach Ansicht von Jason Heller (Pitchfork Media) haben die Arkestra-Aufnahmen der letzten Tage dazu geneigt, „sanfter und sicherer zu werden“, aber das sei nur auf einer relativen Skala erkennbar. Sogar 1990 sei Sun Ra „in die tiefsten Bereiche der Ewigkeit vorgedrungen, sowohl in die Gegenwart als auch in die Vergangenheit“. Mayan Temples sei „eine mystische Meditation über Anachronismus und Verbundenheit“, die einen wiederbelebten Dialog zwischen dem Bandleader und einer jungen Gruppe von Sidemen biete, darunter das dreiste, aufregende Duo der Trompeter Michael Ray und Ahmed Abdullah. Wie Sun Ra in A Joyful Noise erklärt: „Alles, was der Planet Erde produziert, sind die toten Körper der Menschheit. Das ist seine einzige Schöpfung. Alles andere kommt aus dem Weltall, aus unbekannten Regionen. Das Leben der Menschheit hängt vom Unbekannten ab.“ Gegen Ende seines Lebens habe sich Herman Blount der Unendlichkeit mit einer unerschütterlichen Überzeugung von seinen eigenen Enthüllungen gestellt – und seinen eigenen Geheimnissen.